# Thu hải đường không cánh
Thu hải đường không cánh hay dã hải đường (danh pháp: Begonia aptera) là một loài thực vật có hoa trong họ Thu hải đường. Loài này được Blume miêu tả khoa học đầu tiên năm 1827.